# Hanzade Sultan
Hanzade Sultan, född 1608, död 1650, var en osmansk prinsessa. Hon var dotter till sultan Ahmed I och Kösem Sultan, och syster till Ibrahim I.
Under hennes bror Ibrahim I:s regeringstid, tvingade sultanen henne, hennes systrar Fatma Sultan och  Ayşe Sultan och deras brorsdotter Kaya Sultan att passa upp på hans konkubiner: han konfiskerade deras jord och juveler och tvingade dem att passa upp på sin favoritkonkubin Hümaşah Sultan, stå runt henne medan hon åt och hjälpa henne att tvätta händerna efteråt. Detta var ett exempel på hans många brott mot sedvänja och etikett och uppfattades som en skandal: han förvisade dem också senare till palatset i Edirne.